# Federació Luxemburguesa de Tennis
La Federació Luxemburguesa de Tennis (en francès: Fédération Luxembourgeoise de Tennis) és la institució rectora a Luxemburg i responsable del desenvolupament de l'esport de tennis al país. Fou fundada el 14 de maig de 1946.

## Tennis a Luxemburg
El tennis és un esport molt popular, a través d'Europa occidental. Hi ha 53 clubs de tennis al país, el més antic dels quals (TC Diekirch) va ser fundat el 1902. L'òrgan de govern és la Federació Luxemburguesa de Tennis. El Campionat de BGL Luxembourg Open se celebra a la Ciutat de Luxemburg cada any, i es classifiquen com de nivell III del circuit de la WTA.
Els luxemburguesos han tingut poc èxit al tennis professional. Gilles Müller, considerat un dels millors jugadors del país ha prosperat sol arribant als quarts de final de US Open 2008. Les jugadores femenines que han arribat entre els cinquanta primers llocs són Anne Kremer (18a) i Claudine Schaul (41a).

## Llista de presidents
- Alex Servais (1946–1948)
- Georges Reuter (1949–1962)
- Géza Wertheim (1963–1965)
- Frantz Think (1966–1968)
- Josy Dunkel (1969–1972)
- Georges Weyrich (1973–1978)
- Georges Logelin (1979–1986)
- Michel Wolter (1987–1993)
- Paul Helminger (1994–2003)
- Yves Kemp (2003 - 2013)[3]
- Claude Lamberty (2013 -)